# Zapasy na Igrzyskach Ameryki Środkowej i Karaibów 1962
Turniej w ramach Igrzysk w Kingston 1962 

## Tabela medalowa
|   | Państwo   |   |   |   | Razem: |
| - | --------- | - | - | - | ------ |
| 1 | Meksyk    | 4 | 0 | 0 | 4      |
| 2 | Wenezuela | 2 | 5 | 1 | 8      |
| 3 | Panama    | 2 | 0 | 3 | 5      |
| 4 | Kuba      | 0 | 2 | 4 | 6      |
| 5 | Gwatemala | 0 | 1 | 0 | 1      |
|   | razem:    | 8 | 8 | 8 | 24     |

## Wyniki

### W stylu wolnym
| Waga   | złoty            | srebrny          | brązowy           |
| ------ | ---------------- | ---------------- | ----------------- |
| 52 kg  | Jorge Rosado     | Carlos Zapata    | Rafael Ramos      |
| 57 kg  | Eduardo Campbell | Juan Adrian      | Santiago Santos   |
| 63 kg  | Roberto Vallejo  | Miguel Silvera   | Alberto Munoz     |
| 69 kg  | Mario Tovar      | Jose Azmari      | Elias Victoria    |
| 85 kg  | Juan M.Flores    | Hernan Rodriguez | Gerardo Jimenez   |
| 90 kg  | Pedro Pacheco    | Castor Gomez     | Fernando Gonzales |
| 97 kg  | Cesar Ferreras   | Juan O.Caballero | Felipe Rojas      |
| 130 kg | Sión Cóhen       | Santiago Karam   | Pedro Victorero   |